# Muse – Simulation Theory
Muse – Simulation Theory é um filme da banda de rock britânica Muse, baseado em seu álbum Simulation Theory, de 2018, e a turnê do ano subsequente. Dirigido por Lance Drake, a obra foi lançada em 17 de agosto de 2020 numa estreia mundial IMAX, de uma única noite, sendo disponibilizada para download e streaming em 21 de agosto.
O título combina gravações ao vivo remetentes aos shows do grupo na London 02 Arena, efetuados entre 14 e 15 de setembro de 2019. O evento integra o cronograma da Simulation Theory World Tour, ocorrendo durante o ano de 2019. A narrativa do escopo se dá, principalmente, pelas cenas filmadas na transição das composições e durante a execução destas últimas.

## Enredo
Cientistas são enviados para aferir uma misteriosa fonte de "atividade paranormal desconhecida", que os arremete a um show em Londres com um aparelho arcade instalado. Um dos cientistas, Murphy (Graham Butler), toca o gabinete, levando-o a quebrar sua realidade e transportar-se até outra, na qual encontra-se junto à plateia de uma apresentação do Muse. Depois de ser recalibrado de volta para sua realidade, é então mordido por um fantasma misterioso. De tal modo, acaba infectado por um patógeno não conhecido, modificando-se para um monstro. Uma moça (Hannah Whiteoak) surge e, a seguir, notifica-o que retrata, na verdade, um NPC do "quadro principal" (mainframe). O NPC explana que, em virtude de uma corrupção em sua realidade, um vírus mortal fora solto, e que Murphy viraria uma nova entidade, o "Caçador da Verdade" (Truth Slayer).
A mídia relata a distribuição do vírus, quando, paralelamente, imensas áreas de Londres estão em processo de quarentena, a fim de repelir a taxa de contágio. Múltiplos NPCs travam um conflito com infectados, e, mais tarde, admitem o manejo das organizações da imprensa, pregando que o vírus é uma 'farsa' e que 'não há nada a temer'. Truth Slayer cinde seu confinamento, suscitando o aparecimento de um herói, alcunhado "The One" (Matthew Bellamy), o qual irrompe sua realidade para impedi-lo de auferir mais controle. The One obtém acesso ao mainframe, conquistando uma luva, e, então, confronta Truth Slayer. Em sucessão a uma contenda acentuada, The One prevalece e derrota Truth Slayer. O NPC conclui que, ainda que The One tinha salvo aquela versão da realidade, podia haver mais.

## Produção e lançamento
As performances do Muse na O2 Arena, Londres, nos dias 14 e 15 de setembro, foram registradas. Todas as cenas, quer as ficcionais ou as narrativas adicionais, foram dirigidas por Lance Drake, que, anteriormente, já tinha trabalhado com a banda. Bellamy descreveu o desferimento como o The Wall (Pink Floyd) do Muse, condensando cenas musicais e temperamentais. Uma articulação cinemática estava prevista, sendo, contudo, abandonada devido à pandemia de COVID-19.
O filme foi anunciado em 11 de agosto de 2020, e agendado para estrear, por uma noite apenas, no IMAX. Edições para download e streaming ficariam acessíveis a partir de 21 de agosto. Duas caixas da edição de luxo do filme foram também prescritas para lançamento em dezembro de 2020. Ambas destacarão um Blu-Ray do filme no modelo DTS-HD Master Audio, sistema 5.1, com uma embalagem inspirada em VHS; um vinil e uma fita cassete abrigando faixas extraídas do filme; e uma revista da trama.

## Trilha sonora
O título contém filmagens de concertos ao vivo. A banda sonora concentra-se principalmente em canções do álbum Simulation Theory, mas contém, também, numerosas outras canções de álbuns anteriores do grupo, bem como peças adicionais do filme compostas por Matt Bellamy. Algumas trilhas foram encurtadas e reordenadas a partir da forma como foram tocadas ao vivo para o filme, e uma fração de canções reproduzidas, omitidas. As canções omitidas incluem: Plug In Baby, Hysteria, The 2nd Law: Unsustainable, Time Is Running Out, Reapers e Knights of Cydonia.

### Lista de faixas
1. "Algorithm" (Alternate Reality version)
2. "Pressure"
3. "Drill Sergeant" / "Psycho"
4. "Break It to Me"
5. "Pray (High Valyrian)" (adaptação de Matthew Bellamy)
6. "The Dark Side"
7. "Supermassive Black Hole"
8. "Thought Contagion"
9. "Uprising"
10. "Propaganda"
11. "Madness"
12. "The Void"
13. "Dig Down" (Acoustic Gospel Version)
14. "Mercy"
15. "Take a Bow"
16. "Prelude" / "Starlight"
17. "Algorithm"
18. "Metal Medley" (Trechos de "Stockholm Syndrome", "The Handler", "Assassin" e "New Born")